# جاك لويس (مغني)
جاك لويس (بالإنجليزية: Jack Lewis)‏ هو مغني وكاتب أغاني أمريكي، ولد في 1 أكتوبر 1980 في نيويورك في الولايات المتحدة.

## وصلات خارجية
- جاك لويس على موقع ميوزك برينز (الإنجليزية)
- جاك لويس على موقع ديسكوغز (الإنجليزية)